# Long Count Fight

Le Long Count Fight, ou le Combat du compte long en français, est un combat de boxe anglaise opposant le champion du monde des poids lourds Gene Tunney et l'ancien champion Jack Dempsey. Il s'agit de la revanche du premier combat que Tunney a remporté à l'unanimité. Il a eu lieu le 22 septembre 1927 au Soldier Field de Chicago. Le terme de Long Count est utilisé pour ce combat car lorsque Tunney a été envoyé au tapis au septième round, le décompte a été retardé en raison du temps mis par Dempsey pour se rendre dans un coin neutre. Le fait que ce long décompte ait réellement affecté le résultat du combat reste un sujet de débat, Tunney ayant déclaré avoir pris le plus de temps possible pour se relever bien qu'il aurait pu le faire plus tôt.

## Contexte
Un an auparavant, le 23 septembre 1926, Tunney avait battu Dempsey par décision unanime lors d'un combat de dix rounds. Il remportait alors le titre mondial des poids lourds, au Sesquicentennial Stadium de Philadelphie. 
Le match revanche a lieu au Soldier Field de Chicago pour un coût total de 2 658 660 $ ( 
soit 39 131 000 $ en 2025). C'est la première fois que la barre des 2 millions de dollars est dépassée. 104 943 personnes ont fait le déplacement.
Bien que Tunney ait remporté le premier combat aux points avec une large avance, la perspective d'un deuxième combat suscite un grand intérêt du public. Dempsey est en effet un sportif très populaire des années 1920. Tunney, quant à lui, est un boxeur qui apprécie la poésie et la littérature. Il fait partie des anciens membres du Corps de la Marine des États-Unis ce qui lui a valu le surnom de The Fighting Marine.
Le gangster Al Capone a déclaré aux journalistes qu'il pariait sur Dempsey. Il avait fait son pari après avoir entendu que Davy Miller allait arbitrer le combat et que le frère de Miller avait misé sur Dempsey. Pensant qu'il pourrait y avoir un lien, Capone a également parié sur Dempsey. Les officiels de l'Illinois ont remplacé Davy Miller par Dave Barry pour éviter toute triche.
Le combat a été prévu avec une nouvelle règle concernant les mises au tapis : le boxeur mis au sol a 10 secondes pour se relever par ses propres moyens. Le compte à rebours ne débute qu'une fois l'adversaire dans un coin neutre (c'est-à-dire sans entraîneur). Cette règle, qui n'était alors pas encore appliquée à chaque combat, avait été demandée par le camp Dempsey lors des négociations. Il semblerait que Dempsey, dans les derniers jours d'entraînement précédant le combat, ignorait ce nouveau point réglementaire. De plus, le combat a été organisé dans un ring de 20 pieds favorisant les boxeurs mobiles avec un jeu de jambes rapides tel que Tunney. Dempsey, moins mobile, se battait habituellement dans des rings de 16 pieds qui offrait moins d'espace pour se déplacer.

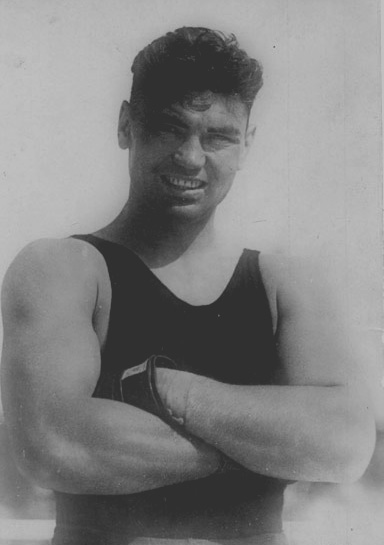
Jack Dempsey

## Le combat
Lors des six premiers rounds, aucun des boxeurs n'obtient d'avantages nets. Tunney reste néanmoins en tête dans le comptage des points en utilisant son style familier de boxe à distance tout en cherchant les ouvertures. Rien ne laissait sembler que le combat serait différent du premier.
A la septième reprise, Tunney se retrouve piégé dans les cordes permettant à Dempsey de déclencher une combinaison de coups de poing qui terrasse le champion. Deux droites et deux gauches atteignent le menton de Tunney et le font chanceler. Quatre autres coups de poing l'ont envoyé au tapis. C'était la première fois que Tunney était mis knock-down.
Étourdi et désorienté, Tunney attrape la corde supérieure du ring avec sa main gauche. Dempsey a l'habitude de se tenir au-dessus et très proche de ses adversaires mis au tapis afin de se précipiter vers eux une fois relevé. Conformément aux règles de mise au sol, l'arbitre Dave Barry ordonne à Dempsey de se rendre dans un coin neutre. Celui-ci reste cependant debout près de Tunney et l'observe, ne permettant pas le déclenchement du décompte de dix secondes. Ce laps de temps supplémentaire a été profitable à Tunney qui a bénéficié de précieuses secondes pour récupérer. Au moment où Dempsey a finalement marché jusqu'à un coin neutre, Tunney était à terre depuis 3 à 8 secondes selon les témoignages de l'époque. Barry ne commença son décompte qu'à ce moment précis.  Tunney a fini par se relever à la neuvième seconde du décompte de l'arbitre et termine le round. Paul Beeler, le chronométreur officiel, déclarera plus tard qu'il avait compté 13 secondes lorsque Tunney s'est relevé. En raison de ce retard, le combat est désormais connu sous le nom de The Long Count Fight. 
Au huitième round, Tunney reprend sa boxe à distance et terrasse Dempsey avec un coup de poing. Ce dernier se relève aussitôt. Cette fois, l'arbitre semble commencer à décompter tout de suite, avant que Tunney ne se déplace dans un coin neutre. Tunney a ensuite dominé les deux derniers rounds. Il finit par gagner par décision unanime, le septième round étant le seul qu'il a perdu. Il conserve donc le titre mondial. 
Après le combat, Dempsey a levé le bras de Tunney en déclarant : « Tu étais le meilleur. Tu as mené un combat intelligent, gamin ». Il s'agissait du dernier combat en carrière de Dempsey et l'avant-dernier de Tunney.
Dave Barry sera suspendu plus tard par la commission de boxe après avoir arbitré des combats avec des boxeurs sans licence.
En mars 2011, la famille de Gene Tunney a fait don des gants qu'il portait dans le combat au Musée national d'histoire américaine du Smithsonian.

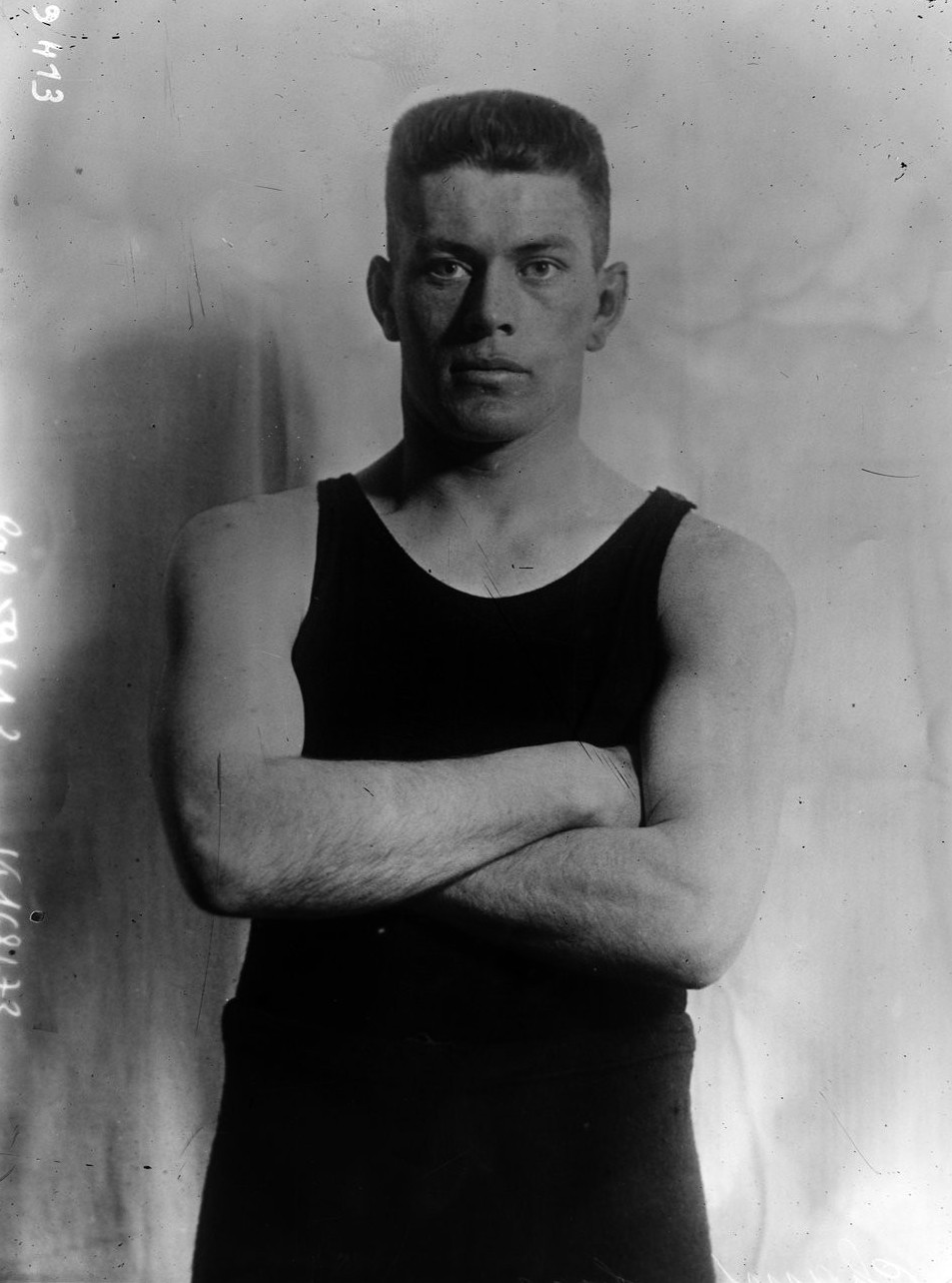
Gene Tunney

## Controverse
La polémique sur le combat a rapidement éclaté. Pour certains, Dempsey aurait probablement regagné le titre mondial des poids lourds par KO au septième round s'il s'était rendu plus rapidement dans un coin neutre. Tunney déclarera avoir pris le plus de temps possible permis par le règlement mais qu'il aurait pu se relever avant si nécessaire, dès le compte de deux de l'arbitre. Dempsey répondra « Je n'ai aucune raison de ne pas le croire. Gene est un type formidable ».
Un élément important dans cette controverse réside dans le fait qu'à l'époque, la loi américaine interdisait l'exportation de films des combats de boxe hors des frontières de l'État où le combat eut lieu. Cette loi avait été adoptée en 1912 en réaction aux émeutes qui ont éclaté après la victoire de Jack Johnson en 1910 sur James J. Jeffries. Le combat avait été filmé mais a été interdit dans certaines régions des États-Unis.
Peu de personnes ont pu voir les décomptes officiels de ce combat. Une fois que la loi a été abrogée et qu'il est devenu possible pour beaucoup de voir le combat et de juger par eux-mêmes, la controverse s'est atténuée. De nos jours, la question n'est pas tranchée sur le fait de savoir si Dempsey aurait pu ou dû gagner le combat. 
L'affection du public pour Dempsey s'est accrue à la suite de ses deux défaites contre Tunney. Shirley Povich du Washington Post écrit ensuite : « Dans la défaite, il a gagné en stature. Il était le perdant dans la bataille du long compte, maintenant le héros ».
Dempsey a ensuite rejoint les garde-côtes des États-Unis. Avec Tunney, ils sont devenus de bons amis qui se rendaient fréquemment visite. Tunney et Dempsey sont tous deux membres de l'International Boxing Hall of Fame.